# والپول شمالی (نیوهمپشایر)
ولپول شمالی (به انگلیسی: North Walpole) شهری در ایالت نیوهمپشایر کشور ایالات متحده آمریکا است که جمعیت آن در سرشماری سال ۲۰۱۰ میلادی، ۸۲۸ نفر بوده‌است.